# 神头发电厂

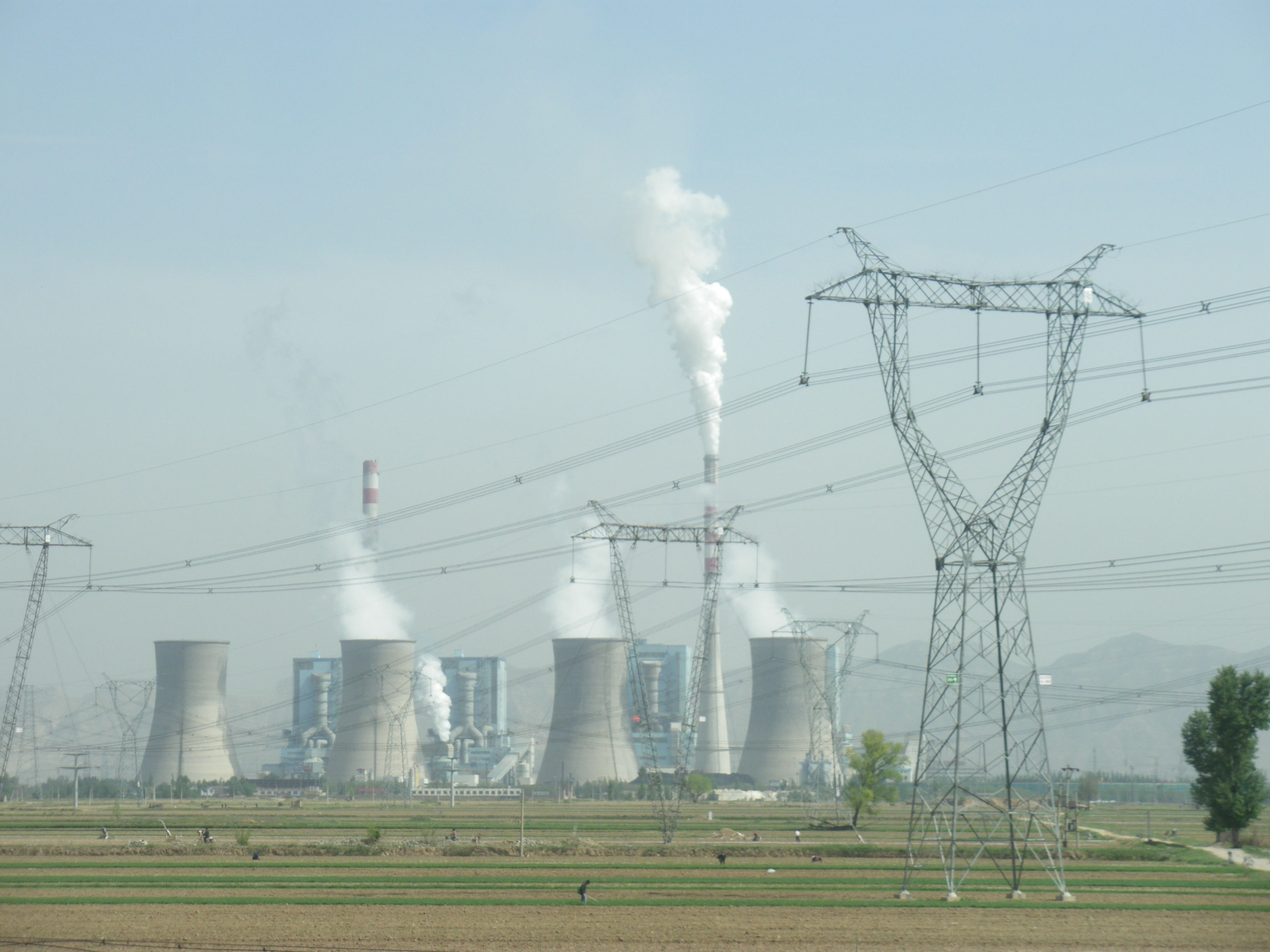
神头发电厂

神头发电厂位于山西省北部的朔州市神头镇，是一处由中国和捷克斯洛伐克合作建设的巨型坑口发电基地，有“中捷友谊电厂”之称。

## 概述
神头发电厂非常靠近平朔煤田，是典型的坑口电厂。电厂最初在1956年就开始筹划，但因为经济困难，而且总体设计思路多次变更，所以一直处于筹备阶段。1966年文化大革命开始后，设计主要考虑的是“进山进洞”，到了1972年又调整为“靠路靠水”，在经过多方比较后，最终选定在靠近同蒲铁路的神头泉边兴建。
从1972年到1993年的21年中，电厂实现了连续建设、连续投产。1973年起，首先由山西省地方政府在这里建设了两台均为7.5万千瓦的小型机组，于1977年投产。但这两台机组的效能不佳，后来都被降为5万千瓦。在一期完工的同年，电厂被上划到中央政府，并开始二期工程的建设，安装两台从苏联引进的发电机组，于1981年完工。1982年起，中国和捷克斯洛伐克政府合作，在神头建设了三期工程，安装四台捷克产的20万千瓦发电机组，于1987年全部建成。
在最初规划的时候，神头就被设计成了“一厂两站”，分为两套系统，可分别扩展。第二电厂于1987年开工，位置在第一电厂的西侧，安装两台同样是捷克产的50万千瓦发电机组，直接向京津唐电网供电。由于电厂的主体设备来自捷克，也有大批捷克的工程技术人员参与了电厂的建设，因此这座电厂曾被官方命名为“中捷友谊电厂”。2000年，为缓解京津唐电网的供电紧张状况，第二电厂扩建两台50万千瓦机组，直接送电往天津，已先后于2004年和2005年投产，使整个神头发电厂的总装机容量达到了330万千瓦。

## 组织结构
神头发电厂目前共有12台发电机组，总装机容量330万千瓦。在组织结构上，分为四个实体。
神头第一发电厂一期的业主为山西晋能集团朔州能源发展有限公司，该公司的主要股东有山西省晋能集团有限公司（90%）、山西朔州环宇有限公司（10%）。
- 第一电厂一期1号机组装机容量5万千瓦，1977年2月投产发电。已停产。
- 第一电厂一期2号机组装机容量5万千瓦，1977年12月投产发电。已停产。

神头第一发电厂二期、三期是中国电力国际发展有限公司的一个分厂。
- 第一电厂二期3号机组装机容量20万千瓦，1979年12月投产发电。
- 第一电厂二期4号机组装机容量20万千瓦，1981年7月投产发电。
- 第一电厂三期5号机组装机容量20万千瓦，1985年9月投产发电。
- 第一电厂三期6号机组装机容量20万千瓦，1985年12月投产发电。
- 第一电厂三期7号机组装机容量20万千瓦，1986年12月投产发电。
- 第一电厂三期8号机组装机容量20万千瓦，1987年12月投产发电。

神头第二发电厂一期是山西省电力公司的一个分厂。
- 第二电厂一期1号机组装机容量50万千瓦，1992年7月投产发电。
- 第二电厂一期2号机组装机容量50万千瓦，1993年10月投产发电。

神头第二发电厂二期的业主为山西大唐国际神头发电有限责任公司，该公司的主要股东有大唐国际发电股份有限公司（60%）、天津市津能投资公司（40%）。
- 第二电厂二期3号机组装机容量50万千瓦，2004年12月投产发电。
- 第二电厂二期4号机组装机容量50万千瓦，正在建设。